# Санта Марија (Рио Гранде до Сул)
Санта Марија (порт. Santa Maria) град је у Бразилу у савезној држави Рио Гранде до Сул. Према процени из 2007. у граду је живело 263.403 становника.

## Становништво
Према процени из 2007. у граду је живело 263.403 становника.
| 1991.   | 2000.   |
| ------- | ------- |
| 217,592 | 243,611 |

## Партнерски градови
- Fernando de la Mora